# Nagymagvú tiszafa
A nagymagvú tiszafa (avagy muskotályfenyő, Torreya) a fenyőalakúak közé tartozó áltiszafafélék egyik nemzetsége.  A nemzetség tudományos nevét John Torrey amerikai botanikusról kapta.

## Származása, elterjedése
Mind a hat faja a Csendes-óceán partvidékéről (Kelet-Ázsiából, illetve Kaliforniából) származik, de a mérsékelt égövben sokfelé telepítik őket.

## Megjelenése, felépítése
Eredeti élőhelyén a fajok többsége kis- vagy közepes termetű fa; hazánkban inkább csak bokorfává fejlődik. Ágrendszere szabályos. Vezérágai messze nyúlnak, oldalágai változó mértékben lecsüngenek. Vörösbarna kérge vékony szalagokban, illetve pikkelyekben válik le. Vesszői az első évben (levélalap-pikkelyenként eltérő időben) zöldből vörösbarnára érnek.
Nemcsak habitusa, de levele és hajtása is nagyon hasonlít a tiszafáéhoz – kivéve a T. jackii-t, amelynek hosszú, lecsüngő tűi szubtrópusi hangulatot keltenek.
Változatos hosszú, vékony, nyélbe keskenyedő, szálkás hegyben végződő, sötétzöld tűlevelei átellenesen állnak. Szétdörzsölve zellerillatúak.
Levélhónalji tobozvirágzatából első évben előmag fejlődik, és csak a második évben érik be. Termése szilvaszerű; a kemény magot zöld, húsos magköpeny (arillusz) borítja. A közönséges tiszafától (Taxus baccata) jól megkülönbözteti, hogy az erősen gyantás szövetű arillusza a magot teljesen beborítja.

## Életmódja, termőhelye
Egy- vagy kétlaki; örökzöld. A jó vízgazdálkodású, mély rétegű talajt és – különösen a kaliforniai nagymagvú tiszafa – a párás környezetet kedveli, de egyéb környezetben is megél. Fiatalon fagyérzékeny lehet; leginkább fagytűrő a japán nagymagvú tiszafa (T. nucifera).

## Felhasználása
A legtöbb fajt kertészeti célra, díszfának hasznosítják. Sötét, örökzöld lombjával jó háttérfa; egyedül ültetve a csüngő tűs T. jackii kivételével nem elég látványos (ráadásul a szelet, a hideget és a száraz levegőt nem is kedveli). Vörösre érő vesszője télen mutatós. Magyarországon kevéssé ismert, kereskedelmi forgalomban alig kapható. Egy szép, idős kaliforniai nagymagvú tiszafa él a Folly arborétumban.
Egyes fajok, főleg a kínai, a japán és a kaliforniai nagymagvú tiszafa termését eredeti élőhelyükön meg is eszik. Ehető nyersen vagy főzve, édességekben. Az íze kellemesen édes, gyantásan aromás. A japán nagymagvú tiszafa magvaiból főzőolajat is sajtolnak.